# 週刊ベースボール
週刊ベースボール（しゅうかんベースボール、Weekly Baseball）は、ベースボール・マガジン社が発行する野球専門週刊誌。1958年創刊。一般的な略称は「週ベ」（しゅうベ）。
なお、別冊として発行している雑誌についても併せて記述する。

## 概要
1958年3月、従来月刊誌として同年4月号まで発行していた『ベースボールマガジン』（1946年4月創刊）を改題する形で、4月16日号を発売・創刊。バックナンバー（通算巻数…1年=1巻でカウント、巻次）も従来のベースボールマガジンから引き継いだ（1958年の巻次は、ベースボールマガジン4月号が13巻7号、週ベ4月16日号が13巻8号となる）。通巻は『ベースボールマガジン』から引き継いだが、通算号数はこの1958年4月16日号から増刊を含めてカウントしている。
同年は、『女性自身』（光文社）、『週刊明星』（集英社）を始め、数多くの週刊誌が創刊された年であり、週ベもまた当時東京六大学野球リーグのスター選手として活躍していた長嶋茂雄のプロ（読売ジャイアンツ=以下、巨人）入りを契機に誕生した。創刊号の表紙は、長嶋と、同じく東京六大学で活躍しており、巨人で三遊間を組む広岡達朗が並んだ写真が飾られる。
当初はその長嶋を始めとして、巨人に関する記事が中心の構成であった。これは、1965年から巨人が9連覇を達成するなど日本プロ野球を牽引する存在であり、週ベを始めとしたマスコミも必然的に巨人中心の報道している流れがあったためである。一方で、12球団のみならず、当時貴重な情報であった大リーグの記事も掲載することで、バランスを確保していた。その上で、一貫性があり中身を伴っていた記事も評価され、選手や監督も大きな信頼を寄せていた。
以降、様々な週刊誌や野球雑誌が終刊していく中で野球を専門的に取り上げる雑誌として生き残り続けた週刊ベースボールは、日本プロ野球全体を支え続ける雑誌に成長。後にプロ野球で活躍している選手で、少年時代、週ベの愛読者だったという例も見受けられる。選手にとっても、週ベに自分の記事や写真が載ることは一つのステータスであり、特に表紙に載るということは名誉なことであった。
あらゆるメディアが野球を多角的に取り上げるようになった現在も、豊富な情報量と創刊時のポリシーを貫いた記事は健在で、野球関係者を含め読者に受け入れられ続けている。1993年6月7日号で創刊2000号を迎えたときには、創刊以来の雑誌の顔であった長嶋、王貞治による特別対談を掲載。2008年には創刊50周年を達成。50年間にわたりプロ野球の情報を提供し続けた雑誌として、その歴史も認知されている。2010年7月21日発売の8月2日号で創刊3000号を達成。長嶋のインタビュー、王・山田久志の対談などのほか、歴代週ベの表紙を100号おきに紹介した。また、8月16日号（8月4日発売）まで3週に渡り、3000号記念の特別付録としてスペシャルベースボールカードが封入された。
現在は毎週水曜日発売。後述の企画の他、注目されている野球界の話題に関する連載やコラム、やくみつるの4コマ漫画、読者によるアンケートのコーナー、独立リーグや日本国外のプロ野球リーグに関する情報などが掲載されている。

### 題字
創刊当時の題字（タイトルロゴ）は、『ベースボールマガジン』（1947年より使用）の「ベースボール」の文字を右に傾けた字体と、その横に縦組みで同じく右に傾けた「週刊」の文字（明朝体）を入れたデザインを採用（表紙画像を参照）。以来、サイズの変更があったものの、字体に変化のないまま、1999年4月12日号まで表紙に使用された。
1999年4月19日号より、初めてデザインを変更。「ベースボール」の字体を引き継ぎつつも、「週刊」の文字が斜体の縦組みから正体の横組みとなり、右上に小さくゴシック体で表記されるようになった（表紙以外では「ベースボール」の横に縦組みで表記）。2001年4月9日号まで使用。
2001年4月16日号より、「ベースボール」の文字が縦に圧縮された字体となり、右上に太字ゴシック体で「週刊」の文字が、右下には新たに英文表記「WeeklyBaseball」の文字が入った。2002年4月8日号まで使用。
2002年4月15日号より、「週刊」の文字が右下へ移動し、すぐ横に小さく「W e e k l y B a s e b a l l」の文字（ともに、やや太めのゴシック体）が入ったデザインを採用した。2011年4月4日号（3月23日発売）まで9年に渡り使用された。
2011年4月11日号（3月30日発売）より、「週刊」の文字が右に傾いた字体となった。また10年ぶりに英字表記が消えた。
なお、増刊号に関してはこの限りではなく、題字のデザインが本誌と若干異なる場合や通常の題字が使用されない場合もある（別冊についても同様である）。

### プロ野球全選手写真名鑑
毎年2月中旬（おおむね10日前後）には、日本野球機構（NPB）に在籍する選手・コーチ・監督のデータと担当記者による寸評を収録した名鑑として「プロ野球全選手写真名鑑」（2002年版まで「プロ野球全選手写真名鑑号」）を発売している。
2月1日のキャンプインで選手が一堂に会したところで個々の選手の顔写真を撮影したうえで、いち早く編集・製本するため、他社発行の選手名鑑より先に店頭に並ぶことが特徴。表紙には、そのシーズンの主力・注目選手の顔写真（1球団あたり1名）を並べている。ただし、発売日は本誌の正規発売日（現在は水曜日）とは限らない。また、名鑑号の発行以降に入団・退団・移籍した選手・首脳陣については、シーズン中の支配下登録期限日（毎年7月31日）直後に発行される通常号に特集扱いで紹介される。
登録名が漢字の場合には、平仮名（日本国籍の場合）か片仮名（韓国・台湾・中国籍の場合）で読み方を付記。登録名と本名が異なる場合には、登録名の読み方を紹介しない代わりに、本名の漢字と読み方を記す。上記以外の国籍を持つ選手・コーチ・監督については、登録名を片仮名で表記するとともに、本名も片仮名および英語で掲載する。
本誌のプロ野球選手名鑑号が最初に発行されたのは、創刊翌年にあたる1959年の3月11日増大号。「1959年プロ野球12球団全選手写真名鑑」の表記が入った。当時は『ベースボールマガジン』が別冊付録として発行していたものと同じく1球団2ページであったが、1960年版からは1ページに縮小され1965年版まで続いた。
1965年に『ベースボールマガジン』が休刊したことから、1966年版からは1球団2ページに戻しつつ、一部のコーチ、選手については写真を掲載せずに名簿形式で紹介するようになった。その後は一時、写真を掲載しない選手の名簿を、リーグごとに2ページの見開き形式で紹介している。1981年には、『ベースボールマガジン』の別冊付録に合わせて、1球団あたりの掲載規模を4ページに拡大。全選手・コーチの写真と詳細なデータが掲載されるようになった。
1983年版よりデータ項目に「家族構成」を追加。1984年版から「出身地」「血液型」「ニックネーム」（1991年版まで）「好きなタレント」（未婚者のみ、男性タレントも含む）「年俸の増減」「保有する車のブランド名」などが追加。プロ入り後の各チーム入団年等のほかに1990年版までは、選手・コーチ・監督の住所も明記していた。掲載者数が多いチームはコーチなど1/2頁となり、打撃投手、練習生なども同様に球団巻末に掲載（これらスタッフは次第に省略）。
1983年版からは審判員名鑑や試合日程表、1984年版からは主な評論家（解説者）の名鑑を追加。2007年版からは、前年版まで支配下登録選手の名鑑に組み込んでいた育成選手のデータを簡略化したうえで、「選手名鑑」とは別に「育成選手名鑑」を設けている。このように名鑑の掲載対象が年々増えているため、現在は打撃投手のデータや野球評論家・解説者の名鑑を割愛。「選手名鑑」には1球団あたり5ページを割り当てているため、コーチの多い球団を掲載する場合には、二軍・育成コーチの一部について掲載スペースを小さくすることで対応している。
2010年版までは長らくモノクロの誌面に掲載していた。選手の成績（コーチ・監督の場合には現役選手時代の成績）については、前年度の一軍戦（未出場の場合には二軍公式戦）の成績とNPB一軍戦（MLB球団からの新入団選手ではMLB公式戦）での通算成績を分けたうえで、「勝敗数・セーブ数（1976年版から）・防御率・登板試合数」（投手）か「打率・本塁打・打点・出場試合数」（野手）を文中で紹介していた。しかし2011年版のカラー化を機にスタッツ欄を独立、投手成績に「ホールド数・投球回数・奪三振数・通算自責点」、野手の打撃成績に「打席数・安打数・盗塁数・四球数・三振数」をそれぞれ追加した。
なお、2007年版から2011年版まではTBSラジオの中継番組『エキサイトベースボール』のPRを兼ねて、選手名鑑と同じ体裁による同番組の解説者・アナウンサーの名鑑を掲載していた。現在は名鑑号に限って「編集後記」で編集担当者（2〜3名）を名鑑風に紹介している。また、新旧名鑑の掲載データにちなんだ特集も組んでいる。
また、名鑑号では、数年ごとに紙面のデザインや活字をリニューアル。NPB加盟球団のトレード・新規契約期間が7月31日で終了することから、2013年・2014年の8月第1週発売号には、「途中入団選手名鑑」（名鑑号の発行後に異動・入団・退団した監督・コーチ・選手を選手名鑑と同じスタイルで2ページにまとめたモノクロ版の名鑑）を組み込んでいた。2015年からは、名鑑号と「途中入団選手名鑑」の内容を組み合わせた「全選手完全名鑑」を、リーグ別にカラーで編集。8月中旬の発売号で、「セ・リーグ編」「パ・リーグ編」の順に、2週にわたって掲載するようになった。

## 主な企画

### 対談・インタビュー
創刊以来、週ベが売りにしてきたのが、選手や関係者の対談、インタビューである。創刊の契機となる存在であった長嶋は、大学時代同級生であった杉浦忠と開幕戦を振り返る対談に登場したのを皮切りに、球界関係者を始めとして、芸能界や他のスポーツ界の著名人などとの対談を通して、週ベ誌上に最も多く登場した。
また、1959年にはシーズン中にも関わらず、当時同じパ・リーグで監督を務めていた南海ホークスの鶴岡一人と西鉄ライオンズの三原脩の対談を掲載していた。より込み入った話を引き出そうと、ホストにプロ野球OB選手を起用して、連載企画とする期間もあった（連載企画で最も長く登場したのが佐々木信也であった）。こうした対談を通じて、選手や監督の声を提供し続けている。

### 連続写真に見るプロのテクニック
週ベが創刊以来売りにしてきた企画として、各選手の打撃フォーム、投球フォーム紹介も挙げられる。これは、各選手のフォームの連続写真を掲載し、OB選手の解説を加えたもの。8ミリやアイモ改造機を経て、現在はビデオ撮影したものが誌面に掲載されている。創刊当初は今ほどビデオなどが普及していなかった時代背景もあいまって、選手のみならず、プロ野球選手を志す少年の読者層にも人気を博した。現在は薮恵壹、大島康徳、柴原洋が解説を務めている。

### 記録の手帳
1961年1月4日号より『記録の手帖』として連載を開始、各種記録を材料にしたコラムでほぼ毎号掲載され、誌上最多を誇る連載企画となっている。執筆は千葉功（元パ・リーグ公式記録員→記録部長）が担当。
1960年に1年間担当した『1960年の勝負手』という連載企画が前身で、『記録の手帳』の企画を依頼された際に千葉は連載を続けられない旨を伝えるが、編集部から「500回でも1000回でも続けますから」と返されてしまい連載が開始された。編集部に長期連載の真意があったかどうかは不明だが、千葉は長期連載のことを意識せず、ただ「記録を面白く読ませる」ということを目標とし、その姿勢は変わることのないまま、連載回数は1980年6月2日号で1000回、2000年2月28日号で2000回を超えた。これは、企画開始当初、地方では事務所を見つけて手書きの原稿を発送していた作業が、1990年代後半頃以降はEメールを送れば済んでしまったり、資料を整える作業も、メジャーリーグの記録がインターネットですぐ手に入るようになるなどして、原稿を書く際に生じる負担が軽減されたのも大きい。千葉は創刊50周年当時のインタビューで「休載もなければそのピンチもない。もう、ここまでくると自分から『休載にしてください』とは言いかねますからね」と、連載の続行に意欲を見せている。
なお、『記録の手帳』の1000回までの連載分を中心に再編集した『日本プロ野球記録史』（全5巻、1982年）、1000回以降2000回までの連載分を中心に105本を抜粋した『プロ野球　記録の手帖』（2001年）が刊行されている。また関連書として『ベースボール・レコード・ブック日本プロ野球記録年鑑』（1982年創刊、毎年年末ごろ発行）がある。
2000年代以降、『ベースボールマガジン』において「出張版」として同誌の特集テーマに基づいた企画を掲載することがある。

### 野球浪漫
ペナントレース中行われる不定期連載。取り上げるのはかつてチームの中心選手として活躍したが、現在は成績が低迷している選手が中心。また、不調や故障を乗り越えて復活した選手を取り上げることも。2013年度はカラーページとなった。

### 惜別球人
毎年ペナントレース終了後に行われる（一部例外あり）。惜しまれつつ現役引退した選手へのインタビュー企画で、現役生活を振り返ると共に現役生活で最も印象に残った試合を選んでもらっている。選ばれるのは10年以上一軍のレギュラーとして活躍した選手がほとんどである。

### ボールパーク共和国
1980年代頃より連載を開始、読者による投稿で構成されるコーナーでボ共と略される。主なコーナーは「きっといる」「なんとなく似ている」「なんだ?製造機」「魔の三重殺」「ダジャレー夫人の恋人」「球辞苑」「あったら怖い」「小言倶楽部」など。ネタの優秀な投稿者は週間・年間で表彰され、BBMカードなどが贈られる。1989年には同コーナーの傑作をまとめた単行本『いきなりビーンボール』（同年8月発売。編者；週刊ベースボール・ボールパーク共和国。書籍コード：ISBN 4583027885）が出版された。
やくみつるが同誌で連載する漫画（後述参照）では、同企画のコーナー名をネタに流用することがある。

### CULTURAL REVIEW about BASEBALL
野球文化に関するコラム・レビュー。2001年より連載。野球に関する書籍・音楽・映画・トレーディングカード・ゲームソフトなどについて、各寄稿者によるコラムで紹介されている。初期は2ページ・4人の担当枠で掲載していたが、その後は1ページ・2枠が基本となっている。
主な寄稿者
- 石富仁（ライター）

書籍
- スージー鈴木（音楽評論家、野球評論家）

音楽。元々「野球音楽評論家」として開始当初から寄稿していたが、2007年以降同誌では「野球文化評論家」に肩書を変え、音楽以外のものも取り上げるようになっている。
- しゅりんぷ池田（カードライター、元カルビー・エポック社社員）

トレーディングカード。自身が編集に関わっている「BBMベースボールカード」など、野球もののカードグッズを紹介していく。カードゲームに関しては、後述の小野が取り上げる場合があるが、1948年頃に発売された「新野球かるた」については、池田が取り上げた。
- 小野憲史（ゲームライター、元ゲーム批評編集長）

ゲーム。主にコンピュータゲーム（ゲームソフト）を取り上げる。ゲームソフト以外にも、家庭用バッティングマシンやトレーディングカードゲームを取り上げたこともある。

### その他の企画
- やくみつるの12球団ドガチャカ交流試合（4コマ漫画）

2001年、『やくみつるのセ相冗談』を引き継ぐ形で連載開始。ほぼ毎回、最近の野球界の出来事をネタにしており、セ・リーグ編とパ・リーグ編に分けている。
- ベースボールゼミナール

野球に関する技術的な質問を元プロ野球選手が答える。回答者は打撃は大島康徳、投手は水野雄仁、守備は笘篠賢治・水上善雄・小関竜也、捕手は土井淳。過去には投手は阿波野秀幸、守備は本西厚博、捕手は梨田昌孝が解説者時代に担当していた。
- 閃・球・眼

スポーツライター石田雄太のコラム。2001年 - 2003年頃にかけて、海老沢泰久または武田薫と交代で連載していたコラムコーナーを引き継ぐ形で2004年から連載している。
- テクニカルアナライズ

打者・投手のフォームを分解写真で解析するコーナー。担当は打者が谷沢健一、投手が大野豊（かつては藤田元司、近藤和彦らが担当していた。また、高校生選手の場合は水野雄仁が担当するケースが多い）。
- 綱島理友のユニフォーム物語

1999年4月19日号連載開始。コラムニスト・プロ野球意匠学研究家である綱島理友のコラム。日本プロ野球のチームで実際に使用したユニフォームを綿谷寛のイラストと当時の選手の写真を交えて取り上げた連載。2004年に一旦連載終了。その後単発掲載（2005年、後述単行本発行と前後して）または短期集中連載（2006年）を経て、2011年4月11日号より『綱島理友の新ユニフォーム物語』として連載再開。再開後のイラストは、イワヰマサタカ（岩井正高）が担当している。
2005年には、掲載済の作品に加筆・増補する形で単行本『プロ野球ユニフォーム物語』が発行された。その後連載はユニフォーム以外の意匠も取り上げる『綱島理友のサブカルノート・ベースボール百科』にリニューアル。
- アイツにエール!! 球界リレートーク

2004年より、毎年シーズン終了から翌年シーズン開幕直前までの間に行われている。前回の号に登場した選手の問いかけに答える。登場した選手は次の選手に対しての問いかけを行う。
- 野村克也の本格野球論 『本物の野球はどこへ行った!』

2013年9月16日号から連載開始。『豊田泰光のオレが許さん!』（後述）を引き継ぐ形で始まった。
- 岡田彰布の『そらそうよ』

2015年1月5・12日合併号より連載開始。
- 中居正広の月イチ連載コラム『とことん野球好き!!』

2016年4月11日号から連載開始。
- PLAY BACK MEMORY 河合じゅんじイラスト擬音ギャラリー 私情の空論

漫画家河合じゅんじによる1Pカラー漫画。毎週ひとりの選手の名シーンを取り上げる。

### 過去の企画
- アンラッキー・ブルース

不運な形で球界を去った男たちのその後を追跡。
- 熱球フリークお立ち台!

1995年1月2・9日号から1998年まで連載。各界の野球好きの著名人に野球についての思いを語ってもらうインタビュー企画。第1回ゲストは北野大。開始年9月には、連載をまとめた単行本『プロ野球いいたい放題』（編者：週刊ベースボール。書籍コード：ISBN 4583032439）が出版された。
- 想い出球人

1999年より連載（2006年、『ベースボールマガジン』に移行）。過去に日本プロ野球に在籍した選手のその後を追ったインタビュー企画。
- バウすバウるギャラリー・松村邦洋のタイガース大図鑑

1997年 - 1999年に連載。松村にとって思い出のある過去の阪神タイガースの選手を自身直筆のイラストと文章で紹介（直筆の原稿用紙がそのまま掲載された）。1999年頃に『松村邦洋のタイガース大図鑑II』へ改題し現役選手を取り上げるようになった。2000年7月、同連載をまとめた書籍が発行された（『ボクの神様 心に残るトラ戦士 阪神タイガース画集』 発行元：リベロ 書籍コード：ISBN 4947703156）。空白の一日で阪神のユニフォームを着る事無く読売ジャイアンツへ移籍した江川卓についても、阪神のユニフォームを着たイラスト付きで取り上げた。
- 綱島理友の古本野球史

2004年から2006年に連載。過去に発行された野球に関連する本の書評（野球とは直接関係はないものの、何らかの関係を持っていた人物に関連する本を紹介することもあった）。題字・イラストは加藤裕將が担当。書評文の一部はのちに自身のウェブサイト『綱島プロ野球研究所』へ再録している。
- 綱島理友のベースボール意匠学

2006年から2011年4月4日号まで連載。野球における、ロゴマークなどのデザイン（意匠）を様々な観点から取り上げていくコラム。過去に自身が連載していた、『ターザン』誌での『体育の着こなし』（1990年代後半頃連載。1999年6月にイースト・プレスより書籍化）や本誌での『ユニフォーム物語』のコンセプトを引き継いでいる。イワヰマサタカのイラストも掲載。2009年に同社から発行したムック『ホエールズ&ベイスターズ60年の軌跡』でも特別編として、イワヰのイラストとともに横浜ベイスターズの歴代のユニフォームを紹介するコラムを発表した。
- 超野球学

2000年代前半に連載。落合博満・梨田昌孝・江夏豊がそれぞれの野球哲学について語る、交代制のコラム。
- 江夏豊の球界にんげん交遊伝「球人蔵」

2000年代に連載。江夏が現役時代に交遊のあった選手・指導者などをつづった連載。
- 白球の視点

1984年11月26日号から1999年まで連載。BBMの常務などを務めていた田村大五（開始当初は「大道文」名義）のコラム。
- 清武英利の「野球は幸せか!」

巨人球団代表（当時）の連載（隔週連載）。2008年12月に、2007年4月23日号 - 2008年11月24日号連載分をまとめた書籍『巨人軍は非情か』が新潮社から発売された。
- 豊田泰光のオレが許さん!

元西鉄・アトムズ内野手の豊田泰光によるコラムで、1994年から連載開始。当初は豊田も周囲も「1年ほどで終了するだろう」と思っていたが、小学生から「毎週愛読しています」と応援されるなど好評を博し、本誌アンケートでも常にトップの人気を保つなど、本誌のメイン企画の一つとなっていた。内容は、主に最近の野球界に関する話題を取り上げたもので、「野球界に警鐘を鳴らす雑誌になってほしい」「時代の変化の中でも、プロ野球の歴史を大事にするという一貫性があってほしい」という、豊田の本誌への思いがコラム内でも色濃く反映されている。通算1000回を迎えた2013年9月2日号にて「一区切りつけたい」という本人の希望で、9月9日号で最終回となることが発表された。

#### 連載小説
創刊以来、推理小説、恋愛小説を始めとした多くの連載野球小説が掲載されている。プロ野球をめぐるエピソードを作品化したものが多く、王貞治は週ベで一番印象に残っているものとして、自身の1962年本塁打王獲得までが描かれた小説、『青春ホームラン王』（大和球士著。1962年11月14日号から1963年4月29日号まで全24回）を挙げている。
その他、主として以下の連載小説が掲載されている。
| タイトル                       | 作者       | 連載開始号             | 連載終了号      | 連載回数 |
| ------------------------------ | ---------- | ---------------------- | --------------- | -------- |
| 黒いペナント                   | 有馬頼義   | 1958年12月3日号        | 1959年4月15日号 | 20回     |
| 春の打席                       | 藤沢桓夫   | 1959年4月22日号        | 1959年8月19日号 | 18回     |
| 眼鏡の打者                     | 五味康祐   | 1960年1月13日号        | 1960年5月11日号 | 18回     |
| 10番打者                       | 佐野洋     | 1961年11月27日号       | 1962年5月21日号 | 26回     |
| 地下球場                       | 佐野洋     | 1962年8月20日号        | 1963年4月22日号 | 36回     |
| まぼろしの監督                 | 有馬頼義   | 1966年11月7日号        | 1967年4月17日号 | 24回     |
| スポットライトの陰に           | ふしみゆう | 1978年12月18日号       | 1979年1月22日号 | 5回      |
| マジック・レース'85            | 川上健一   | 1985年1月7・14日合併号 | 1985年1月21日号 | 2回      |
| ミスター                       | 川上健一   | 1992年1月6・13日合併号 | 1992年1月20日号 | 2回      |
| 「丸ごとラッキーゾーン」の秘密 | 川上健一   | 1992年4月18日号        | 1992年4月25日号 | 2回      |

#### 連載漫画
- 二軍の旗

1970年ごろ連載。つのだじろう作品。
- ギャグ漫画<一発ギャグ転>

1984年2月6日号から同年途中に連載。アオシマ・チュウジ（アオシマチュウジ）と高岡凡太郎の担当。
- 乱セ下剋上

1984年途中から11月頃まで連載。セントラル・リーグを題材とした。高岡凡太郎の作品。
- 混パDEフィーバー

1984年途中から11月頃まで連載。パシフィック・リーグを題材とした。アオシマチュウジの作品。
- ホイホイ球人案内

1984年11月頃から1986年4月28日号まで連載。高岡凡太郎の作品。
- 巨人―阪神「笑待席」

1986年5月5日号から12月8日号まで連載。やくみつると共同で担当。
- やくみつるのセ相冗談

1986年12月15日号から2001年初めごろまで連載。セ・リーグネタの4コマ漫画。1999年初め頃までの連載分は、自身の単行本『パロ野球ニュース』（全15巻、「はた山ハッチ」名義）→『やくやくスポーツらんど』（全5巻）に収録されている。
- OH!OH!嵐パ

1986年12月15日号から2001年初めごろまで連載。高岡凡太郎による、パ・リーグネタの4コマ漫画。
- 畑田国男の球界珍獣図鑑→畑田国男の兄弟型野球学

1コマ漫画とコラムで構成された巻末の連載コーナー（1996年、畑田の死去により連載終了）。『…球界珍獣図鑑』は、主に日本プロ野球界における選手・指導者を動物や幻獣に擬態化した1コマ漫画だった（MLB監督のトム・ラソーダが題材にされたこともある）。
- 隠し球ガンさん

1999年から2001年頃まで連載。プロ野球の老スカウトを主人公とした劇画（作：木村公一・画：やまだ浩一）。元々『コミックビンゴ』（文藝春秋発行の漫画雑誌）1996年6月号から1999年2月号まで連載していた作品（ビンゴ連載分については文藝春秋より「BINGOCOMICS」レーベルで全4巻発売）。

## 別冊
1974年からは、別冊として『別冊週刊ベースボール』（べっさつしゅうかんベースボール）を発行している（創刊号は、秋季号）。発行ペースは、原則季刊としつつ、発行号名には各発行時期ごとにちなんだフレーズを入れた上で、不定期に発行している。1999年途中発行分あたりから『週刊ベースボール別冊』（しゅうかんベースボールべっさつ）のタイトルで発行している（国立国会図書館のデータベースでは『別冊週刊ベースボール』のままとなっている）。
誌面内容は、季刊ペースであることから速報性によらない特定のテーマを掘り下げたムック形式となっている。取り上げる題材は、概ね日本プロ野球であるが、MLBを特集することもある。MLBについては、2008年以降、同社が1997年から2008年まで発行していたMLB専門誌『月刊メジャー・リーグ』を引き継いだ『メジャー・リーグ』（Major LEAGUE）として不定期で発行している（最初は、10月17日に初冬号として発売された『記録集計号』。2011年6月23日発売の『メジャー・リーガーのマル秘テクニック&練習法』は、『ベースボールマガジン』7月号増刊として発行）。
1990年からは、本誌と並行する形で『プロ野球選手カラー写真名鑑』を発売している。「夏季号」として（シーズン中頃にあたる7月）の発売であったため、シーズン途中の移籍などに対応されていたが、1991年より開幕へ合わせた時期に「桜花号」として発売されるようになった。1992年より観戦ガイドを兼ねた『イヤーブック』として発売されるようになっている。
2011年5月6日、週刊ベースボール別冊青葉号として新雑誌『週刊ベースボール+PLUS』の第1号を発売した。
別冊の復刻版が発行されることもあり、1974年秋に長嶋茂雄の現役引退を記念して発売した冬季号『長嶋茂雄 その栄光の軌跡』（12月1日発行、第1巻第2号）が引退25周年を迎えた1999年10月に『B.B.MOOK』というムックシリーズの171号（『スポーツシリーズ』No.71）として復刻されたほか、1985年に阪神タイガースの21年ぶりリーグ優勝を記念して発行した秋季号『タイガース優勝』（10月31日発行、第12巻第4号通巻61号）が18年ぶりのリーグ優勝を控えた2003年秋に週刊ベースボール別冊秋季号『爆走!2003阪神タイガース・タイムスリップ1985栄光のV号』（9月15日発行、第30巻第7号通巻177号）への閉じ込みという形で表紙・裏表紙含め復刻された（当時の広告ページ・スペースは、復刻時現在の自社広告に差し替えられた）。

## 野球以外のスポーツを扱った増刊・別冊
1980年代頃までは、バックナンバー上の前身にあたる『ベースボールマガジン』（1946年4月 - 1958年4月発行分まで、月刊として発行）と同じく、「ベースボール」（=野球）を名乗りながら、野球以外のスポーツを扱った増刊号を発行することもあった。
参考として、1972年にはミュンヘンオリンピックバレーボール競技の日本代表を特集したものとして、9月30日号『ミュンヘンオリンピック 栄光の日本バレーボール』を、10月28日号『《栄光の金メダル》男子バレーボール12人のすべて』を発行していた。
また、1984年から1997年まで発行していた月刊スキー情報誌『Skiing magazine』（月刊スキーイングマガジン）も元々は週ベ増刊として1976年から1980年まで『スキー案内』、1981年から1983年まで『Skiing』のタイトルで秋から冬の間に発売していた（前述時期以前にも、『スキー案内』を発行することがあった）。
別冊についても、2006年の冬に、トリノオリンピックへ出場する女子選手（フィギュアスケートの安藤美姫やモーグルの上村愛子など）を特集した『トリノ五輪の女神たち』（早春号）が発売された（発行日付は3月10日）。